# فوسفونيت

الصيغة العامة لإستر الفوسفونيت

مركبات الفوسفونيت هي نوع من أنواع المركبات الفوسفورية العضوية، وهي أيضاً مجموعة وظيفية لها الصيغة العامة P(OR)2R.
تدخل الفوسفونيتات في تركيب بعض المبيدات الحشرية، كما تلعب أيضاً دور ربيطة في الاصطناع العضوي.

## التحضير
على الرغم من أن الفوسفونيتات هي من من مشتقات حمض الفوسفونوز (RP(OH)2) إلا أنها تحضر عادةً من حلحلة كلوريدات الفوسفينات العضوية؛ على سبيل المثال، يعطي تفاعل ثنائي كلورو فينيل الفوسفين مع الميثانول بوجود قاعدة مركب ثنائي ميثيل فينيل الفوسفونيت:
Cl2PPh + 2 CH3OH  →  (CH3O)2PPh + 2 HCl